# Nazionale femminile di calcio dell'Italia
La nazionale femminile di calcio dell Italia è la selezione maggiore femminile di calcio della Federazione Italiana Giuoco Calcio, che rappresenta l'Italia nelle varie competizioni ufficiali o amichevoli riservate a squadre nazionali.
In base alla classifica resa nota dalla Fifa il 7 agosto 2025, occupa il 12° posto del FIFA/Coca-Cola Women's World Ranking.
In qualità di membro dell'UEFA partecipa a vari tornei di calcio internazionali, come le qualificazioni al campionato mondiale, al campionato europeo e ai Giochi olimpici estivi, oltre che a vari tornei ad invito, come l'Algarve Cup o la Cyprus Cup.
Ai campionati europei è arrivata al secondo posto nel 1993 e nel 1997, mentre al campionato mondiale il massimo traguardo sono stati i quarti di finale, raggiunti nel 1991 e nel 2019.

## Storia

### Anni 60 e 70: gli inizi

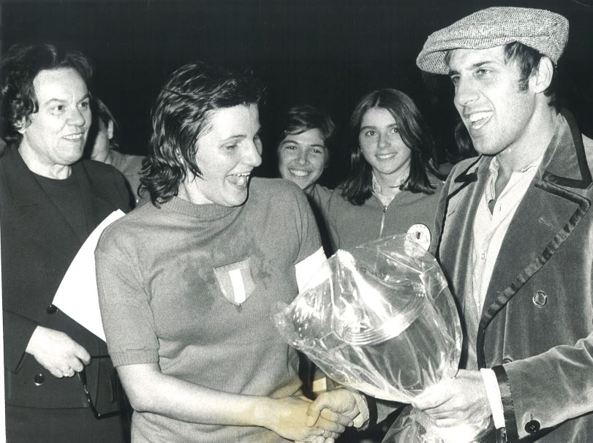
Da sinistra: la capitana azzurra Elena Schiavo premiata da Adriano Celentano al termine di un'amichevole a San Siro nel 1974.

La nazionale femminile giocò la sua prima partita il 23 febbraio 1968 a Viareggio, contro la Cecoslovacchia, ma non faceva ancora parte della Federazione Italiana Calcio Femminile, che nacque solo l'11 marzo a Viareggio. Fin dagli inizi disputò i vari tornei continentali ed internazionali che in quegli anni nacquero in Europa e nel mondo, ottenendo anche discreti successi. Con la nascita dei campionati europei (1984), organizzati dalla UEFA, ed in seguito dei campionati mondiali, organizzati dalla FIFA, le massime competizioni internazionali femminili divennero equivalenti di quelle maschili.
Dopo l'esordio nel 1968 la nazionale italiana scese in campo per disputare altre amichevoli e tornei internazionali non ufficiali, quali la Coppa Europa nel 1969 che la vide vincere la finale sulla Danimarca, la Coppa del Mondo nel 1970 che la vide perdere la finale dalla stessa nazionale danese, competizioni entrambe organizzate in Italia, e il Mundial in Messico nel 1971 che la vide arrivare terza. Nel 1979 la nazionale italiana partecipò al campionato europeo non ufficiale, organizzato sempre in Italia, raggiungendo nuovamente la finale, disputatasi allo stadio San Paolo di Napoli e nella quale trionfò ancora la Danimarca.
Tra il 1981 e il 1988 si disputarono cinque edizioni del Mundialito, un torneo internazionale a invito, tra gli eventi del panorama calcistico femminile più prestigiosi prima dell'avvento del campionato mondiale. A parte la prima edizione nel 1981 che venne organizzata in Giappone, le successive quattro vennero organizzate in Italia e la nazionale italiana ottenne complessivamente tre vittorie e due secondi posti. I trionfi arrivano nel 1981, vincendo il girone, nel 1984 superando la Germania Ovest in finale e nel 1984 superando gli Stati Uniti in finale, mentre nelle altre due edizioni perse la finale contro l'Inghilterra.

### Anni 80 e 90: il periodo Morace
Nel 1984 la UEFA organizzò la prima edizione del campionato europeo col nome di European Competition for Women's Football. Vincendo il gruppo 3 delle qualificazioni, la nazionale italiana fu una delle quattro squadre a guadagnare l'accesso alla fase finale. Qui l'Italia affrontò la Svezia, venendo sconfitta sia nella gara di andata, disputata allo stadio Flaminio di Roma davanti a 10 000 spettatori, sia nella gara di ritorno a Linköping. Nel 1987 l'Italia conquistò nuovamente l'accesso alla fase finale dell'europeo, vincendo senza troppi problemi il girone 4 delle qualificazioni. Nella fase finale organizzata in Norvegia, la nazionale italiana perse la semifinale contro le padrone di casa, ma conquistò il terzo posto superando l'Inghilterra grazie alle reti di Carolina Morace ed Elisabetta Vignotto. Le buone prestazioni delle ragazze italiane vennero confermate anche nell'edizione 1989: superata la fase di qualificazione grazie alla vittoria nello spareggio contro la Francia, la nazionale italiana concluse al quarto posto il torneo, avendo perso la semifinale contro la Germania Ovest dopo i tiri di rigore e la finale per il terzo posto contro la Svezia dopo i tempi supplementari.
Nel 1991 il campionato europeo venne rinominato UEFA Women's Championship con l'Italia ancora una volta ammessa alla fase finale a quattro, dopo aver conquistato l'accesso nello spareggio contro la nazionale svedese. Nel torneo finale l'Italia ripeté quanto successo due anni prima, perdendo sia la semifinale contro le padrone di casa tedesche sia la finale per il terzo posto contro la Danimarca, ma col quarto posto finale conquistò l'accesso alla prima edizione del campionato mondiale organizzato dalla FIFA in quello stesso anno. Il campionato mondiale venne organizzato in Cina e l'Italia venne sorteggiata nel gruppo 3 assieme a Germania, Taipei cinese e Nigeria. L'Italia concluse il girone al secondo posto grazie alle due vittorie contro Taipei e Nigeria e alla sconfitta contro la Germania e alle quattro reti realizzate da Carolina Morace, guadagnando l'accesso ai quarti di finale, dove venne sconfitta dalla Norvegia per 3-2 dopo i tempi supplementari. 

Sergio Guenza, commissario tecnico dell'Italia per due volte finalista europea nel 1993 e nel 1997.

Il 1993 fu l'anno del campionato europeo organizzato in Italia. Dopo aver superato l'Inghilterra nello spareggio di accesso alla fase finale, la nazionale italiana superò la Germania in semifinale dopo i tiri di rigore. Nella finale disputata allo stadio Manuzzi di Cesena la nazionale italiana venne superata per 1-0 dalla Norvegia, vedendo così sfumare il sogno di vincere il suo primo campionato europeo in casa. Sempre la Norvegia negò all'Italia la partecipazione alla fase finale del campionato europeo 1995, superandola nello spareggio di ammissione. Di conseguenza, l'Italia mancò anche l'appuntamento con la qualificazione al campionato mondiale 1995. Grazie anche all'allargamento del numero di squadre partecipanti alla fase finale dell'europeo da 4 a 8, l'Italia partecipò al campionato europeo 1997. Sorteggiata nel gruppo B, vinse sulla Norvegia e pareggiò contro Danimarca e Germania, ma venne ammessa come prima del girone alla fase a eliminazione diretta. In semifinale l'Italia superò per 2-1 la Spagna, ma in finale venne sconfitta per 2-0 dalla Germania, che confermò il suo dominio in campo europeo.
Nel 1998 la nazionale italiana superò la fase di qualificazione e guadagnò l'accesso per la seconda volta al campionato mondiale per l'edizione 1999 che si disputò negli Stati Uniti. L'Italia venne sorteggiata nel gruppo B assieme al Brasile, alla Germania e al Messico: dopo aver pareggiato per 1-1 contro le tedesche nella partita di esordio, le italiane persero contro le brasiliane per 2-0, e chiusero il girone con una vittoria per 2-0 sulle messicane, concludendo al terzo posto il raggruppamento e venendo subito eliminate.

### Anni 2000: la crisi

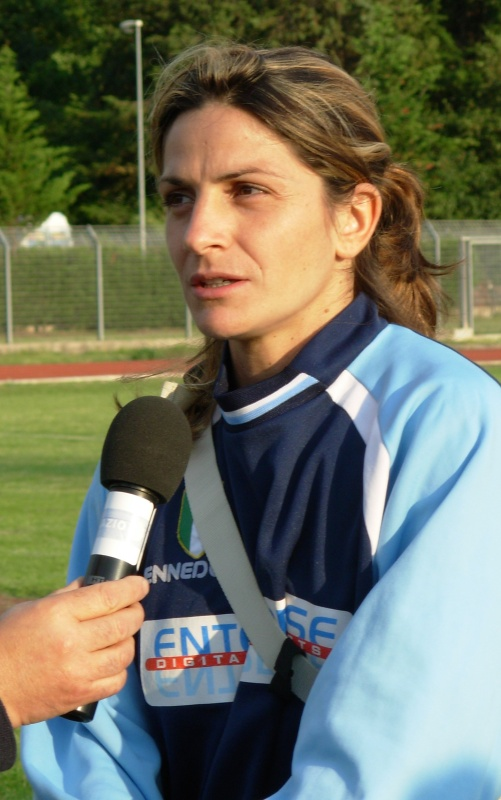
Patrizia Panico, primatista di presenze e reti con la maglia azzurra.

Con l'inizio degli anni duemila iniziò un calo nelle prestazioni della nazionale italiana, che non fu più in grado di mantenere i livelli di vertice raggiunti nel decennio precedente. Al campionato europeo 2001 l'Italia, allenata da Carolina Morace, venne eliminata nella fase a gironi per la peggior differenza reti rispetto alla Norvegia, gettando via la qualificazione nella terza partita persa per 2-0 dalla Francia già eliminata.
Quattro anni dopo al campionato europeo 2005 l'Italia fu la delusione maggiore del torneo, avendo concluso il suo raggruppamento a zero punti, avendo perso tutte e tre le partite contro Germania, Norvegia e Francia, subendo dodici reti complessivamente. Il riscatto arrivò nell'edizione 2009 dello stesso campionato europeo con la nazionale che con due vittorie su Inghilterra e Russia riuscì a superare la fase a gironi col secondo posto dietro alla Svezia che l'aveva sconfitta. Nei quarti di finale l'Italia affrontò la Germania, tenendole testa per tutta la partita disputata a Lahti, ma venendo comunque sconfitta per 2-1 dalle tedesche che poi andarono a vincere il loro settimo titolo continentale.
Dopo aver mancato la qualificazione alle edizioni 2003 e 2007 del campionato mondiale, la nazionale italiana mancò la qualificazione all'edizione 2011 al play-off tra le confederazioni UEFA e CONCACAF. Il play-off si disputò su partite di andata e ritorno tra Italia e Stati Uniti. Le statunitensi si imposero in entrambe le gare per 1-0: all'andata a Padova decise una rete di Alex Morgan al quarto minuto di recupero, mentre nel ritorno giocato a Bridgeview decise una rete di Amy Rodriguez nel primo tempo, mandando gli Stati Uniti al mondiale tedesco.

### Anni 2010: la risalita

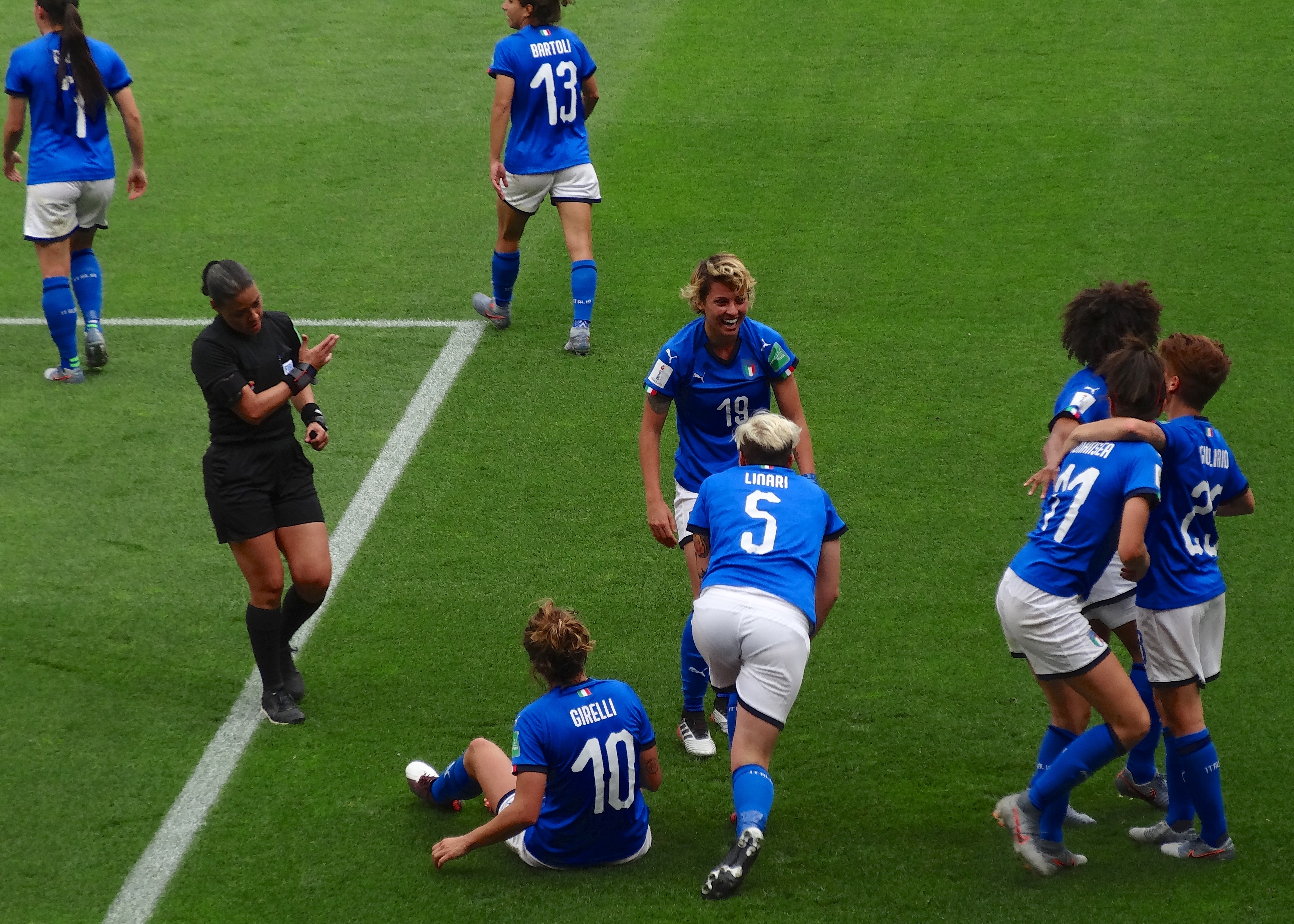
L'Italia durante la partita contro l' al mondiale 2019

Guadagnato l'accesso al campionato europeo di Svezia 2013 vincendo il girone di qualificazione con nove vittorie su dieci partite, la nazionale italiana venne sorteggiata nel gruppo A con le padrone di casa svedesi, con la Danimarca e con la Finlandia. Superò la fase a gironi col secondo posto, frutto di una vittoria, un pareggio e una sconfitta e venne così ammessa ai quarti di finale, dove incontrò nuovamente la Germania. Anche in questa circostanza le italiane tennero testa alle campionesse in carica tedesche, perdendo solamente per 1-0.
Nel biennio successivo l'Italia, guidata da Antonio Cabrini, venne impegnata nelle qualificazione al campionato mondiale 2015: nonostante le otto vittorie su dieci partite, incluse due vittorie record contro la Macedonia (11-0 e 15-0), il girone 2 venne chiuso al secondo posto dietro alla Spagna, mandando l'Italia agli spareggi per un solo posto per il mondiale. Nel primo turno degli spareggi l'Italia superò l'Ucraina grazie alla vittoria per 2-1 a Rieti e al pareggio per 2-2 a Leopoli. In finale l'Italia affrontò i Paesi Bassi, pareggiando la gara di andata a L'Aia per 1-1, ma perdendo il ritorno in casa a Verona per 1-2 con Vivianne Miedema, autrice di tutte le reti delle orange, vedendo sfumare nuovamente l'accesso al mondiale al play-off finale. Nel biennio successivo l'Italia superò le qualificazioni al campionato europeo 2017 come seconda nel suo girone dietro alla Svizzera.
Prima della partecipazione al campionato europeo 2017, la nazionale italiana femminile aveva partecipato nel marzo 2017 alla Cyprus Cup 2017, ottenendo risultati deludenti compresa la clamorosa sconfitta per 0–6 rimediata contro la Svizzera. Il campionato europeo fu deludente per la nazionale che concluse all'ultimo posto il gruppo B dietro a Germania, Svezia e Russia, dopo due sconfitte contro Germania e Russia, e una vittoria nella terza partita contro le svedesi.

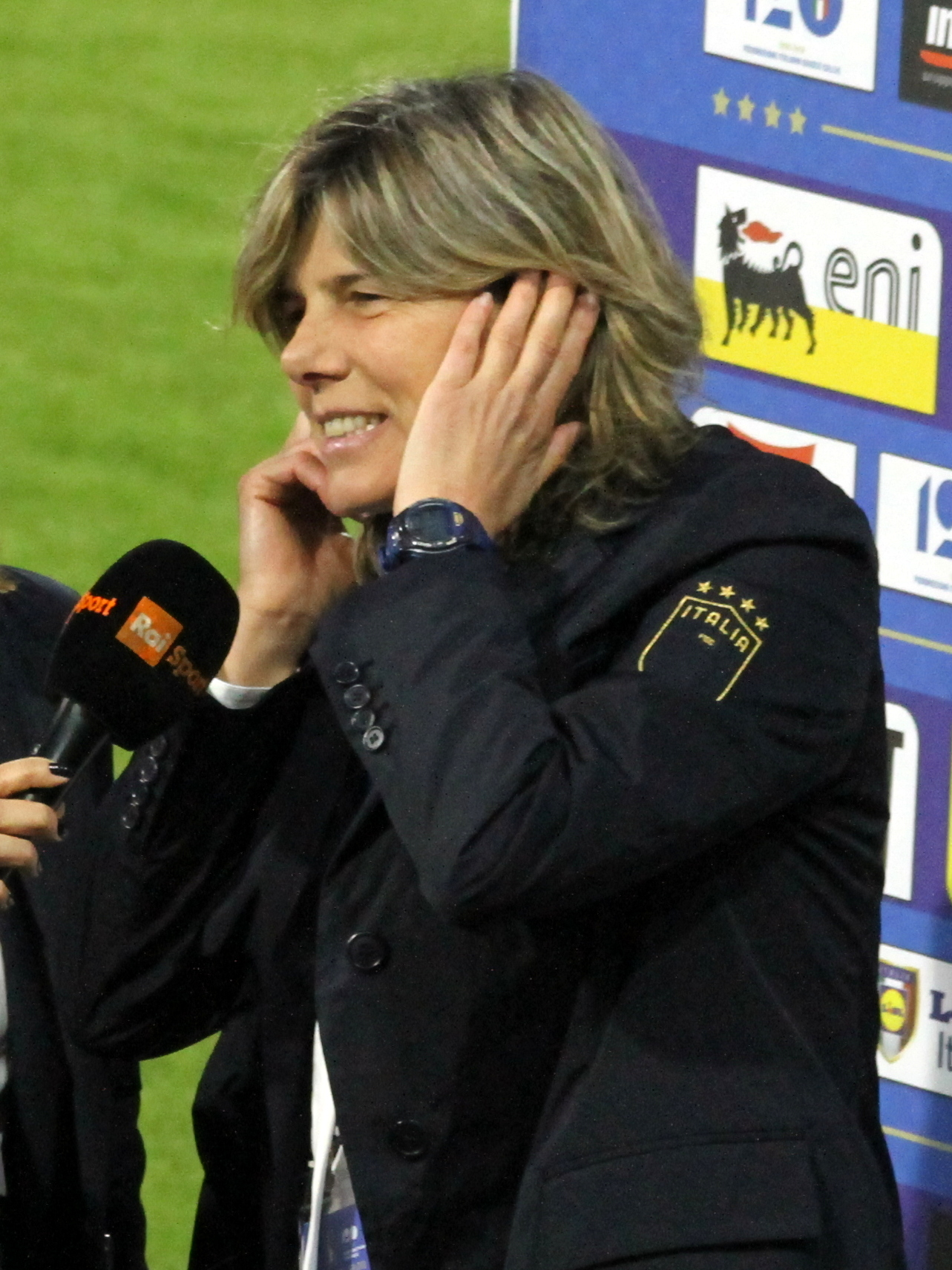
Milena Bertolini, selezionatrice della nazionale dal 2017 al 2023.

Il 4 agosto 2017, dopo il deludente campionato d'Europa, la FIGC sceglie Milena Bertolini come nuova allenatrice della nazionale italiana femminile, subentrando ad Antonio Cabrini, che lascia la panchina azzurra dopo 5 stagioni. Da quel momento, l'Italia inizia ad inanellare una serie di vittorie consecutive in tutte le partite disputate durante la fase di qualificazione ai Mondiali di calcio 2019 fino ad ottenere a venti anni di distanza dall'ultima partecipazione la sua terza qualificazione ai campionati mondiali organizzati dalla FIFA, vincendo con una partita di anticipo il suo girone di qualificazione l'8 giugno 2018 grazie alla vittoria casalinga contro il Portogallo (3-0).
La partecipazione al mondiale, dopo vent'anni d'assenza, rappresenta un punto di svolta per la nazionale italiana femminile e per tutto il movimento del calcio femminile in Italia.
(Cristiana Girelli, novembre 2019)
Il sorteggio della fase finale del torneo riservò all'Italia il Gruppo C con Australia, Brasile e Giamaica; il girone viene concluso in testa, in virtù di una miglior differenza-gol nei confronti del Brasile (il quale, da par suo, si impone nello scontro diretto). L'affermazione a scapito della Cina consente alla squadra — esattamente come 28 anni addietro — di accedere ai quarti di finale, in cui si verifica l'eliminazione per mano dei Paesi Bassi.

### Anni 2020
Nel febbraio 2021, a conferma della crescita mostrata negli anni precedenti, la squadra di Milena Bertolini ottiene, in qualità di una delle tre migliori seconde, la qualificazione diretta al campionato europeo 2022, dove, tuttavia, le azzurre disattendono le aspettative, uscendo al primo turno come ultime classificate nel girone vinto dalla Francia.
Smaltita la delusione europea, nel settembre 2022 la nazionale femminile italiana riesce ad ottenere la qualificazione diretta al campionato del mondo 2023. Nella fase finale, vinta la prima gara per 1-0 con rete di Girelli con l'Argentina, le italiane perdono per 0-5 contro la Svezia la seconda partita del girone e a causa della sconfitta per 3-2 contro il Sudafrica, maturata dopo aver subito la rete decisiva nei minuti di recupero del secondo tempo, vengono eliminate al primo turno.
Dopo il flop mondiale, la Bertolini si dimette dall'incarico e la Federazione la rimpiazza con Andrea Soncin (alla prima esperienza nel calcio femminile dopo alcuni anni nelle giovanili del Venezia maschile e una breve esperienza nella prima squadra dei lagunari) alla guida della nazionale: le azzurre non sfigurano nella prima edizione della UEFA Women's Nations League 2023-2024 ma con un complessivo di 3 vittorie, 1 pareggio, e due sconfitte devono accontentarsi del secondo posto nel gruppo 4 della Lega A dietro alla Spagna campione del mondo in carica (battute a domicilio il 1 dicembre per 2-3 con le reti di Giacinti, Cambiaghi, e Linari), e davanti alla Svezia e alla Svizzera.
Nel 2024 le azzurre si qualificano per il Campionato europeo femminile di calcio 2025 in Svizzera vincendo il proprio raggruppamento davanti ai Paesi Bassi e alla Norvegia con 9 punti: 2 vittorie, 3 pareggi e una sconfitta. L'anno si conclude con una vittoria in casa della Germania (1-2; reti di Bonfantini e Cantore) che mancava dal 2007.
Prima della rassegna continentale in programma in estate, la nazionale di Soncin prosegue il buon momento arrivando nuovamente seconda dietro alla Svezia e davanti a Danimarca e Galles, nel gruppo 4 di Lega A della UEFA Women's Nations League 2025 con 10 punti (3 vittorie, 1 pareggio e 2 sconfitte) e sfiorando l'accesso alla fase finale del torneo mancato all'ultima giornata.
Inserite nel girone B, le azzurre si qualificano per i quarti di finale dopo 12 anni dietro alla Spagna (sconfitta per 1-3 a Berna dopo il vantaggio firmato da Elisabetta Oliviero) e davanti a Portogallo (pareggio a Ginevra 1-1 con rete di Cristiana Girelli) e Belgio (vittoria a Sion 0-1 con rete decisiva siglata da Arianna Caruso), il cammino prosegue battendo la Norvegia per 1-2 a Ginevra con doppietta di Girelli e riportando l'Italia in semifinale all'Europeo dopo ben 28 anni (anche se all'epoca le squadre partecipanti erano 8, quindi una prima volta assoluta con il nuovo format a 16 squadre) dove verranno battute solo ai supplementari dalle campionesse in carica dell'Inghilterra per 1-2 dopo essere state in vantaggio con un gol di Barbara Bonansea sfiorando la finale.

## Partecipazione ai tornei internazionali
Legenda: Grassetto: Risultato migliore, Corsivo: Mancate partecipazioni

## Statistiche dettagliate sui tornei internazionali

### Campionato mondiale
| Anno | Luogo                     | Piazzamento      | V | N | P | Reti |
| ---- | ------------------------- | ---------------- | - | - | - | ---- |
| 1991 | Cina                      | Quarti di finale | 2 | 0 | 2 | 9-3  |
| 1995 | Svezia                    | Non qualificata  | - | - | - | -    |
| 1999 | Stati Uniti               | Primo turno      | 1 | 1 | 1 | 3-3  |
| 2003 | Stati Uniti               | Non qualificata  | - | - | - | -    |
| 2007 | Cina                      | Non qualificata  | - | - | - | -    |
| 2011 | Germania                  | Non qualificata  | - | - | - | -    |
| 2015 | Canada                    | Non qualificata  | - | - | - | -    |
| 2019 | Francia                   | Quarti di finale | 3 | 0 | 2 | 9-4  |
| 2023 | Australia / Nuova Zelanda | Primo turno      | 1 | 0 | 2 | 3-8  |
|      |                           |                  |   |   |   |      |

### Campionato europeo
| Anno | Luogo             | Piazzamento      | V | N | P | Reti |
| ---- | ----------------- | ---------------- | - | - | - | ---- |
| 1984 | Europa            | Semifinali       | 0 | 0 | 2 | 3-5  |
| 1987 | Norvegia          | Terzo posto      | 1 | 0 | 1 | 2-3  |
| 1989 | Germania Ovest    | Quarto posto     | 0 | 1 | 1 | 2-3  |
| 1991 | Danimarca         | Quarto posto     | 0 | 0 | 2 | 1-5  |
| 1993 | Italia            | Secondo posto    | 0 | 1 | 1 | 1-2  |
| 1995 | Europa            | Non qualificata  | - | - | - | -    |
| 1997 | Norvegia / Svezia | Secondo posto    | 2 | 2 | 1 | 7-6  |
| 2001 | Germania          | Primo turno      | 1 | 1 | 1 | 3-4  |
| 2005 | Inghilterra       | Primo turno      | 0 | 0 | 3 | 4-12 |
| 2009 | Finlandia         | Quarti di finale | 2 | 0 | 2 | 5-5  |
| 2013 | Svezia            | Quarti di finale | 1 | 1 | 2 | 3-5  |
| 2017 | Paesi Bassi       | Primo turno      | 1 | 0 | 2 | 5-6  |
| 2022 | Inghilterra       | Primo turno      | 0 | 1 | 2 | 2-7  |
| 2025 | Svizzera          | Semifinali       | 2 | 1 | 2 | 6-7  |
|      |                   |                  |   |   |   |      |

### Giochi olimpici
| Anno | Luogo   | Piazzamento     | V | N | P | Reti |
| ---- | ------- | --------------- | - | - | - | ---- |
| 1996 | Atlanta | Non qualificata | - | - | - |      |
| 2000 | Sydney  | Non qualificata | - | - | - |      |
| 2004 | Atene   | Non qualificata | - | - | - |      |
| 2008 | Pechino | Non qualificata | - | - | - |      |
| 2012 | Londra  | Non qualificata | - | - | - |      |
| 2016 | Rio     | Non qualificata | - | - | - |      |
| 2020 | Tokyo   | Non qualificata | - | - | - |      |
| 2024 | Parigi  | Non qualificata | - | - | - |      |
|      |         |                 |   |   |   |      |

### Nations League
| Anno      | Luogo                         | Piazzamento  | V | N | P | Reti |
| --------- | ----------------------------- | ------------ | - | - | - | ---- |
| 2023-2024 | Francia/ Spagna / Paesi Bassi | 7º in Lega A | 3 | 1 | 2 | 8:5  |

## Lista dei commissari tecnici
| Anni      | Nome               |
| --------- | ------------------ |
| 1968-1969 | Ettore Recagni     |
| 1969-1971 | Giuseppe Cavicchi  |
| 1972-1978 | Amedeo Amadei      |
| 1979-1981 | Sergio Guenza      |
| 1981-1982 | Paolo Todeschini   |
| 1982-1984 | Enzo Benedetti     |
| 1984-1989 | Ettore Recagni     |
| 1989-1993 | Sergio Guenza      |
| 1993-1995 | Comunardo Niccolai |
| 1995-1997 | Sergio Guenza      |
| 1997-1998 | Sergio Vatta       |
| 1999      | Carlo Facchin      |
| 1999-2000 | Ettore Recagni     |
| 2000-2005 | Carolina Morace    |
| 2005-2012 | Pietro Ghedin      |
| 2012-2017 | Antonio Cabrini    |
| 2017-2023 | Milena Bertolini   |
| 2023-     | Andrea Soncin      |

## Tutte le rose

### Coppa del mondo
Coppa del Mondo femminile 19701  Seghetti, 2  Canepa, 3  Castelli, 4  Mondo, 5  Cerutti, 6  Bonanni, 7  Molino, 8  Avon, 9  Mella, 10  Colla, 11  Schiavo, 12  Gimondo, 13  Isi, 14  Pinardi, 15  Rampon, 16  Stoppato, CT:  Cavicchi
Coppa del Mondo femminile 19711 Sogliani, 2 Fabris, 3 Stopar, 4 Cardia, 5 Pinardi, 6 Schiavo, 7 Giubertoni, 8 Conter, 9 Ciceri, 10 Avon, 11 Vignotto, 12 Seghetti, 13 Castelli, 14 Cunzolo, 15 Isolini, 16 Mammina, 17 Varone, 18 Labarbera, CT: Cavicchi

### Mondiali
Coppa del Mondo FIFA 19911 Antonini, 2 Bonato, 3 Cordenons, 4 Mariotti, 5 Salmaso, 6 Furlotti, 7 Fiorini, 8 D'Astolfo, 9 Morace, 10 Ferraguzzi, 11 Marsiletti, 12 Brenzan, 13 Iozzelli, 14 Bavagnoli, 15 Mega, 16 Correra, 17 Pedersoli, 18 Guarino, CT: Guenza
Coppa del Mondo FIFA 19991 Brenzan, 2 Deiana, 3 Zanni, 4 Marchio, 5 Tavalazzi, 6 Miniati, 7 Guarino, 8 Tesse, 9 Panico, 10 Carta, 11 Sberti, 12 Comin, 13 Duò, 14 D'Astolfo, 15 Frollani, 16 Zorri, 17 Tagliacarne, 18 Fiorini, 19 Pallotti, 20 Stefanelli, CT: Facchin
Coppa del Mondo FIFA 20191 Giuliani, 2 Bergamaschi, 3 Gama, 4 Galli, 5 Linari, 6 Rosucci, 7 Guagni, 8 Parisi, 9 Sabatino, 10 Girelli, 11 Bonansea, 12 Marchitelli, 13 Bartoli, 14 Tarenzi, 15 Serturini, 16 Fusetti, 17 Boattin, 18 Mauro, 19 Giacinti, 20 Tucceri Cimini, 21 Cernoia, 22 Pipitone, 23 Giugliano, CT: Bertolini
Coppa del Mondo FIFA 20231 Giuliani, 2 Severini, 3 Orsi, 4 Di Guglielmo, 5 Linari, 6 Giugliano, 7 Cantore, 8 Bonansea, 9 Giacinti, 10 Girelli, 11 Glionna, 12 Baldi, 13 Bartoli, 14 Beccari, 15 Serturini, 16 Dragoni, 17 Boattin, 18 Caruso, 19 Lenzini, 20 Greggi, 21 Cernoia, 22 Durante, 23 Salvai, CT: Bertolini

### Coppa Europa
Coppa Europa femminile 19691 Amari, 2 Fabbri, 3 Cittadino, 4 Meles, 5 Zaramella, 6 Colombo, 7 Gerwien, 8 Dasso, 9 Giubertoni, 10 Ciceri, 11 Medri, 12 Ligabue, 13 Angeletti, 14 De Grandis, 15 Rossero, 16 Peirano, CT: Cavicchi

### Europei
Campionato d'Europa UEFA 19841 Russo, 2 Furlotti, 3 Marsiletti, 4 Mariotti, 5 Bonato, 6 Ferraguzzi, 7 Bontacchio, 8 Morace, 9 Vignotto, 10 Sisto, 11 Carta, 12 Brenzan, 13 Langella, 14 Venuto, 15 Mega, CT: Benedetti
Campionato d'Europa UEFA 19871 Russo, 2 Perin, 3 D'Orio, 4 Furlotti, 5 Bonato, 6 Carta, 7 Mariotti, 8 Ferraguzzi, 9 Vignotto, 10 Morace, 11 Sisto, 12 Brenzan, 13 Bontacchio, 14 Cordenons, 15 Frigerio, 16 Pierazzuoli, CT: Recagni
Campionato d'Europa UEFA 19891 Russo, 2 Bonato, 3 Iozzelli, 4 Saldi, 5 Marsiletti, 6 Mega, 7 Ferraguzzi, 8 Mariotti, 9 Carta, 10 Vignotto, 11 Morace, 12 Brenzan, 13 Bavagnoli, 14 D'Astolfo, CT: Recagni
Campionato d'Europa UEFA 19911 Brenzan, 2 Bonato, 3 Cordenons, 4 Furlotti, 5 Saldi, 6 Marsiletti, 7 Fiorini, 8 Ferraguzzi, 9 Morace, 10 Bavagnoli, 11 Carta, 12 Antonini, 13 Ciardi, 14 Correra, 15 D'Astolfo, 16 Iozzelli, 17 Migliaccio, CT: Guenza
Campionato d'Europa UEFA 1993P Antonini, P Brenzan, D Bavagnoli, D Cordenons, D Iozzelli, D Prestifilippo, D Salmaso, C Baldelli, C Carta, C F. Ciardi, C R. Ciardi, C D'Astolfo, C Ferraguzzi, C Fiorini, C Mariotti, C Marsiletti, A Guarino, A Morace, CT: Guenza
Campionato d'Europa UEFA 1997P Brenzan, D Deiana, D Iozzelli, D Nannini, D Piolanti, D Salmaso, C Carta, C Ciardi, C D'Astolfo, C Murelli, C Tavalazzi, C Tesse, A Fiorini, A Guarino, A Morace, A Panico, A Ulivi, CT: Guenza
Campionato d'Europa UEFA 20011 Brenzan, 2 Caprini, 3 Tavalazzi, 4 Perelli, 5 Masia, 6 Frollani, 7 Deiana, 8 Pellizzer, 9 Panico, 10 Zorri, 11 Guarino, 12 Comin, 13 Tesse, 14 D'Astolfo, 15 Duò, 16 Maglio, 17 Tagliacarne, 18 Marsico, 19 Ceroni, 20 Brunozzi, CT: Morace
Campionato d'Europa UEFA 20051 Brunozzi, 2 Domenichetti, 3 Zorri, 4 Di Filippo, 5 Tona, 6 Perelli, 7 Gazzoli, 8 Deiana, 9 Panico, 10 Camporese, 11 Pasqui, 12 Cupido, 13 Masia, 14 Lanzieri, 15 Schiavi, 16 Ficarelli, 17 Gabbiadini, 18 Conti, 19 Boni, 20 Marchitelli, CT: Morace
Campionato d'Europa UEFA 20091 Picarelli, 2 Gama, 3 D'Adda, 4 Tuttino, 5 Tona, 6 Schiavi, 7 Domenichetti, 8 Gabbiadini, 9 Panico, 10 Zorri, 11 Fuselli, 12 Cupido, 13 Motta, 14 Parisi, 15 Guagni, 16 Neboli, 17 Vicchiarello, 18 Conti, 19 Pini, 20 Manieri, 21 Carissimi, 22 Penzo, CT: Ghedin
Campionato d'Europa UEFA 20131 Penzo, 2 Gama, 3 D'Adda, 4 Tuttino, 5 Di Criscio, 6 Neboli, 7 Domenichetti, 8 Gabbiadini, 9 Panico, 10 Girelli, 11 Parisi, 12 Marchitelli, 13 Camporese, 14 Iannella, 15 Mauro, 16 Bartoli, 17 Rosucci, 18 Stracchi, 19 Brumana, 20 Manieri, 21 Motta, 22 Schroffenegger, 23 Salvai, CT: Cabrini
Campionato d'Europa UEFA 20171 Giuliani, 2 Salvai, 3 Gama, 4 Stracchi, 5 Linari, 6 Iannella, 7 Guagni, 8 Gabbiadini, 9 Mauro, 10 Rosucci, 11 Bonansea, 12 Marchitelli, 13 Bartoli, 14 Tucceri Cimini, 15 Fusetti, 16 Giugliano, 17 Di Criscio, 18 Sabatino, 19 Galli, 20 Cernoia, 21 Carissimi, 22 Schroffenegger, 23 Girelli, CT: Cabrini
Campionato d'Europa UEFA 20221 Giuliani, 2 Bergamaschi, 3 Gama, 4 Galli, 5 Linari, 6 Giugliano, 7 Simonetti, 8 Rosucci, 9 Sabatino, 10 Girelli, 11 Bonansea, 12 Schroffenegger, 13 Bartoli, 14 Bonfantini, 15 Filangeri, 16 Di Guglielmo, 17 Boattin, 18 Caruso, 19 Giacinti, 20 Piemonte, 21 Cernoia, 22 Durante, 23 Lenzini, CT: Bertolini
Campionato d'Europa UEFA 20251 Giuliani, 2 Oliviero, 3 Di Guglielmo, 4 Schatzer, 5 Linari, 6 Giugliano, 7 Cantore, 8 Severini, 9 Piemonte, 10 Girelli, 11 Bonansea, 12 Baldi, 13 Piga, 14 Bergamaschi, 15 Serturini, 16 Goldoni, 17 Boattin, 18 Caruso, 19 Lenzini, 20 Greggi, 21 Cambiaghi, 22 Durante, 23 Salvai, CT: Soncin

## Palmarès
- Coppa Europa: 1

Italia 1969
- Mundialito: 3

Giappone 1981, Italia 1984, Italia 1986

## Organico

### Rosa attuale
Lista delle 23 giocatrici convocate dal selezionatore Andrea Soncin per il campionato europeo 2025.
Astrid Gilardi, Valentina Bergamaschi, Martina Rosucci e Aurora Galli, pur non essendo state incluse ufficialmente nella rosa, sono state aggregate alla squadra come riserve. Il 3 luglio 2025, Bergamaschi è subentrata a Chiara Beccari, esclusa in seguito a un infortunio.
Presenze e reti aggiornate al momento della convocazione.
| N. | Pos. | Giocatore             | Data nascita (età)          | Pres. | Reti | Squadra       |
| -- | ---- | --------------------- | --------------------------- | ----- | ---- | ------------- |
| 1  | P    | Laura Giuliani        | 6 giugno 1993 (32 anni)     | 97    | -83  | Milan         |
| 2  | D    | Elisabetta Oliviero   | 18 luglio 1997 (27 anni)    | 7     | 0    | Lazio         |
| 3  | D    | Lucia Di Guglielmo    | 26 giugno 1997 (28 anni)    | 37    | 2    | Roma          |
| 4  | C    | Eva Schatzer          | 16 gennaio 2005 (20 anni)   | 4     | 0    | Juventus      |
| 5  | D    | Elena Linari          | 15 aprile 1994 (31 anni)    | 115   | 6    | Roma          |
| 6  | C    | Manuela Giugliano     | 18 agosto 1997 (27 anni)    | 90    | 11   | Roma          |
| 7  | A    | Sofia Cantore         | 30 settembre 1999 (25 anni) | 37    | 5    | Juventus      |
| 8  | C    | Emma Severini         | 18 luglio 2003 (21 anni)    | 10    | 1    | Fiorentina    |
| 9  | A    | Martina Piemonte      | 7 novembre 1997 (27 anni)   | 23    | 2    | Lazio         |
| 10 | A    | Cristiana Girelli     | 23 aprile 1990 (35 anni)    | 118   | 58   | Juventus      |
| 11 | A    | Barbara Bonansea      | 13 giugno 1991 (34 anni)    | 108   | 31   | Juventus      |
| 12 | P    | Rachele Baldi         | 2 ottobre 1994 (30 anni)    | 1     | -1   | Inter         |
| 13 | D    | Julie Piga            | 12 gennaio 1998 (27 anni)   | 5     | 0    | Milan         |
| 14 | D    | Valentina Bergamaschi | 22 gennaio 1997 (28 anni)   | 63    | 8    | Juventus      |
| 15 | C    | Annamaria Serturini   | 13 maggio 1998 (27 anni)    | 30    | 1    | Inter         |
| 16 | C    | Eleonora Goldoni      | 16 febbraio 1996 (29 anni)  | 7     | 0    | Lazio         |
| 17 | D    | Lisa Boattin          | 3 maggio 1997 (28 anni)     | 67    | 1    | Juventus      |
| 18 | C    | Arianna Caruso        | 6 novembre 1999 (25 anni)   | 59    | 16   | Bayern Monaco |
| 19 | D    | Martina Lenzini       | 23 luglio 1998 (26 anni)    | 40    | 0    | Juventus      |
| 20 | C    | Giada Greggi          | 18 febbraio 2000 (25 anni)  | 28    | 1    | Roma          |
| 21 | A    | Michela Cambiaghi     | 4 febbraio 1996 (29 anni)   | 17    | 5    | Juventus      |
| 22 | P    | Francesca Durante     | 12 febbraio 1997 (28 anni)  | 13    | -14  | Fiorentina    |
| 23 | D    | Cecilia Salvai        | 2 dicembre 1993 (31 anni)   | 60    | 3    | Juventus      |

### Staff tecnico
Lo staff della nazionale si compone dal commissario tecnico, che allena, convoca e schiera in campo le atlete ed è assistito da un assistente allenatore. Ad aiutare gli allenatori, ci sono il preparatore atletico, il preparatore dei portieri, il capo delegazione, il segretario, i medici, i massofisioterapisti e gli osservatori, che assistono ai match degli avversari.
Dal sito web ufficiale della FIGC:
- Commissario tecnico: Andrea Soncin
- Vice-allenatrice: Viviana Schiavi
- Assistenti allenatori: Alessandro Turone e Maurizio Peccarisi
- Preparatore atletico: Cristian Savoia e Mattia Toffolutti
- Preparatore dei portieri: Giuseppe Mammoliti
- Capo delegazione: Chiara Marchitelli
- Medici: Alessandro Carcangiu, Ferdinando Iannotti, Luca Gatteschi e Monica Fabbri
- Fisioterapisti: Maurizio D'Angelo, Emanuele Provini, Agostino Scarpelli e Roberto Cardarelli
- Match analyst: Guido Didona
- Nutrizionista: Andrea Carolina Striglio
- Responsabile organizzativo: Mauro Vladovich
- Segretarie: Alessandra Savini Nicci e Giulia Taccari

## Statistiche

### Statistiche partite

#### Confronti con le altre nazionali
Questi sono i saldi dell'Italia nei confronti delle nazionali con cui sono stati disputati almeno 10 incontri.
- Nota bene: come previsto dai regolamenti FIFA, le partite terminate ai rigori dopo i tempi supplementari sono considerati pareggi.

##### Saldo positivo
| Nazionale   | Giocate | Vinte | Nulle | Perse | Reti Fatte | Reti Subite | Differenza reti | Ultima vittoria  | Ultimo pareggio  | Ultima sconfitta  |
| ----------- | ------- | ----- | ----- | ----- | ---------- | ----------- | --------------- | ---------------- | ---------------- | ----------------- |
| Inghilterra | 32      | 13    | 6     | 13    | 49         | 50          | -1              | 6 marzo 2012     | 7 aprile 2017    | 22 luglio 2025    |
| Svizzera    | 29      | 22    | 2     | 5     | 62         | 22          | +37             | 5 dicembre 2023  | 9 aprile 2008    | 26 novembre 2021  |
| Francia     | 24      | 10    | 7     | 7     | 37         | 31          | +6              | 14 ottobre 2000  | 20 gennaio 2018  | 10 luglio 2022    |
| Paesi Bassi | 19      | 9     | 6     | 4     | 28         | 15          | +13             | 5 aprile 2024    | 12 luglio 2024   | 29 giugno 2019    |
| Scozia      | 18      | 14    | 1     | 3     | 50         | 14          | +36             | 6 marzo 2015     | 7 marzo 2011     | 11 marzo 2013     |
| Portogallo  | 17      | 14    | 1     | 2     | 37         | 9           | +28             | 4 marzo 2020     | 7 luglio 2025    | 22 novembre 2000  |
| Finlandia   | 14      | 5     | 7     | 2     | 22         | 14          | +8              | 16 luglio 2024   | 5 marzo 2018     | 9 aprile 2024     |
| Spagna      | 15      | 6     | 5     | 4     | 19         | 17          | +2              | 1º dicembre 2023 | 29 ottobre 2024  | 11 luglio 2025    |
| Belgio      | 12      | 7     | 1     | 4     | 21         | 13          | +8              | 3 luglio 2025    | 26 febbraio 1997 | 16 febbraio 2023  |
| Ungheria    | 12      | 10    | 1     | 1     | 25         | 6           | +19             | 1º marzo 2019    | 8 ottobre 1988   | 1° settembre 1984 |
| Rep. Ceca   | 10      | 10    | 0     | 0     | 33         | 7           | +26             | 8 marzo 2017     |                  |                   |

##### Saldo negativo
| Nazionale   | Giocate | Vinte | Nulle | Perse | Reti fatte | Reti subite | Differenza reti | Ultima vittoria | Ultimo pareggio  | Ultima sconfitta |
| ----------- | ------- | ----- | ----- | ----- | ---------- | ----------- | --------------- | --------------- | ---------------- | ---------------- |
| Germania    | 29      | 5     | 8     | 16    | 23         | 54          | -31             | 2 dicembre 2024 | 11 novembre 1999 | 10 novembre 2018 |
| Svezia      | 25      | 4     | 5     | 16    | 17         | 48          | -31             | 9 ottobre 2018  | 30 maggio 2025   | 4 aprile 2025    |
| Danimarca   | 21      | 6     | 5     | 10    | 22         | 39          | -17             | 8 aprile 2025   | 1º dicembre 2020 | 25 febbraio 2025 |
| Norvegia    | 21      | 4     | 4     | 13    | 26         | 45          | -19             | 16 luglio 2025  | 4 giugno 2024    | 5 marzo 2008     |
| Stati Uniti | 15      | 4     | 1     | 10    | 8          | 28          | -20             | 7 marzo 2001    | 22 ottobre 2003  | 27 novembre 2010 |
| Canada      | 10      | 3     | 1     | 6     | 13         | 14          | -1              | 6 gennaio 1999  | 14 aprile 1995   | 9 marzo 2015     |

### Statistiche individuali
In grassetto le giocatrici ancora attive in nazionale. 
Dati aggiornati al 22 luglio 2025.
| #  | Giocatore          | Periodo   | Pres. | Reti |
| -- | ------------------ | --------- | ----- | ---- |
| 1  | Patrizia Panico    | 1996-2014 | 204   | 110  |
| 2  | Tatiana Zorri      | 1993-2010 | 155   | 22   |
| 3  | Carolina Morace    | 1978-1997 | 153   | 105  |
| 4  | Sara Gama          | 2006-2024 | 135   | 7    |
| 5  | Alessia Tuttino    | 2002-2014 | 133   | 10   |
| 6  | Cristiana Girelli  | 2012-     | 123   | 61   |
| 7  | Melania Gabbiadini | 2004-2017 | 121   | 51   |
| 8  | Antonella Carta    | 1984-1999 | 120   | 31   |
| 8  | Elena Linari       | 2013-     | 120   | 6    |
| 10 | Barbara Bonansea   | 2012-     | 114   | 32   |

| #  | Giocatore           | Periodo   | Reti | Pres. | Reti/pr. |
| -- | ------------------- | --------- | ---- | ----- | -------- |
| 1  | Patrizia Panico     | 1996-2014 | 110  | 204   | 0,54     |
| 2  | Elisabetta Vignotto | 1970-1989 | 107  | 109   | 0,98     |
| 3  | Carolina Morace     | 1978-1997 | 105  | 153   | 0,69     |
| 4  | Cristiana Girelli   | 2012-     | 61   | 123   | 0,5      |
| 5  | Melania Gabbiadini  | 2004-2017 | 51   | 121   | 0,42     |
| 6  | Rita Guarino        | 1991-2004 | 35   | 99    | 0,35     |
| 7  | Daniela Sabatino    | 2005-     | 32   | 70    | 0,46     |
| 7  | Barbara Bonansea    | 2012-     | 32   | 114   | 0,28     |
| 9  | Antonella Carta     | 1984-1999 | 31   | 120   | 0,26     |
| 10 | Ida Golin           | 1976-1987 | 29   | 41    | 0,71     |